# Giải bóng đá U-21 Quốc gia 1998
Giải bóng đá U-21 Quốc gia 1998, tên gọi chính thức là Giải bóng đá U-21 Quốc gia – Cúp Báo Thanh Niên 1998 (hay Cúp bóng đá trẻ U-21 báo Thanh Niên 1998) là mùa giải thứ hai của Giải bóng đá U-21 Quốc gia và là mùa giải đầu tiên sau khi đổi tên từ Giải bóng đá U-22 Quốc gia, do Liên đoàn bóng đá Việt Nam (VFF) phối hợp với báo Thanh Niên tổ chức. Mùa giải lần này diễn ra theo hai giai đoạn, với giai đoạn vòng loại diễn ra đến tháng 12 năm 1998. Vòng chung kết của giải, gồm 8 đội bóng, được tổ chức từ ngày 29 tháng 12 năm 1998 đến ngày 7 tháng 1 năm 1999 tại Thành phố Hồ Chí Minh.
Thể Công đã bảo vệ thành công chức vô địch sau khi đánh bại Đồng Tháp 1–0 trong trận chung kết trên sân vận động Thống Nhất, Thành phố Hồ Chí Minh.

## Vòng loại
14 đội bóng (trừ chủ nhà Thành phố Hồ Chí Minh và đương kim vô địch Thể Công được đặc cách vào vòng chung kết) đã tham dự vòng loại để chọn ra 6 suất tham dự vòng chung kết. 
- Bảng A (Khu vực miền Bắc): Diễn ra tại Hải Phòng. 5 đội tham dự thi đấu vòng tròn một lượt chọn 2 đội. Do Hà Nội, Sông Lam Nghệ An và Quân khu 3 đồng loạt bỏ cuộc trước vòng loại, Hải Phòng và Thanh Hóa chỉ thi đấu một trận duy nhất và cùng được vào vòng chung kết.[1]
- Bảng B (Khu vực miền Trung):
- Bảng C (Khu vực miền Nam): 6 đội tham dự được chia thành hai nhóm A (tại Đồng Tháp) và B (tại Tiền Giang), các đội trong mỗi nhóm thi đấu vòng tròn một lượt chọn đội đứng đầu tham dự vòng chung kết.[2]

### Các đội vượt qua vòng loại
| Câu lạc bộ            | Tư cách vượt qua vòng loại | Tham dự vòng chung kết | Thành tích tốt nhất |
| --------------------- | -------------------------- | ---------------------- | ------------------- |
| Thành phố Hồ Chí Minh | Chủ nhà                    | 2 lần                  | Á quân (1997)       |
| Thể Công              | Đương kim vô địch          | 2 lần                  | Vô địch (1997)      |
| Hải Phòng             | Nhất bảng A                | 2 lần                  | Tứ kết (1997)       |
| Thanh Hóa             | Nhì bảng A                 | Lần đầu                | Lần đầu             |
| Bình Định             | Nhát/nhì bảng B            | Lần đầu                | Lần đầu             |
| Quảng Nam             | Nhát/nhì bảng B            | Lần đầu                | Lần đầu             |
| Bình Thuận            | Nhất bảng C                | Lần đầu                | Lần đầu             |
| Đồng Tháp             | Nhất bảng C                | 2 lần                  | Hạng ba (1997)      |

## Địa điểm
Tất cả các trận đấu của vòng chung kết diễn ra tại sân vận động Thống Nhất, Thành phố Hồ Chí Minh.
| Thành phố Hồ Chí Minh   |
| ----------------------- |
| Sân vận động Thống Nhất |
| Sức chứa: 25.000        |
|                         |

## Vòng bảng

### Bảng A
| VT | Đội                       | ST | T | H | B | BT | BB | HS | Đ | Giành quyền tham dự     |
| -- | ------------------------- | -- | - | - | - | -- | -- | -- | - | ----------------------- |
| 1  | Hải Phòng                 | 3  | 1 | 2 | 0 | 2  | 0  | +2 | 5 | Vòng đấu loại trực tiếp |
| 2  | Thành phố Hồ Chí Minh (H) | 3  | 1 | 2 | 0 | 3  | 2  | +1 | 5 | Vòng đấu loại trực tiếp |
| 3  | Bình Thuận                | 3  | 1 | 0 | 2 | 4  | 5  | −1 | 3 |                         |
| 4  | Bình Định                 | 3  | 0 | 2 | 1 | 4  | 6  | −2 | 2 |                         |

| Bình Thuận | 4–2      | Bình Định |
| ---------- | -------- | --------- |
|            | Chi tiết |           |

| Thành phố Hồ Chí Minh | 0–0      | Hải Phòng |
| --------------------- | -------- | --------- |
|                       | Chi tiết |           |

| Bình Định | 0–0 | Hải Phòng |
| --------- | --- | --------- |
|           |     |           |

| Thành phố Hồ Chí Minh | 1–0 | Bình Thuận |
| --------------------- | --- | ---------- |
| Thành Nam (2) 6'      |     |            |

| Hải Phòng                        | 2–0 | Bình Thuận |
| -------------------------------- | --- | ---------- |
| - Ngọc Quang 50' - Thế Phong 64' |     |            |

| Thành phố Hồ Chí Minh                        | 2–2 | Bình Định                                |
| -------------------------------------------- | --- | ---------------------------------------- |
| - Nguyễn Ngọc Thọ 50' - Nguyễn Hữu Thắng 67' |     | - Phương (15) 45' (ph.đ.) - Sơn (21) 80' |

### Bảng B
| VT | Đội       | ST | T | H | B | BT | BB | HS  | Đ | Giành quyền tham dự     |
| -- | --------- | -- | - | - | - | -- | -- | --- | - | ----------------------- |
| 1  | Thể Công  | 3  | 3 | 0 | 0 | 10 | 0  | +10 | 9 | Vòng đấu loại trực tiếp |
| 2  | Đồng Tháp | 3  | 2 | 0 | 1 | 5  | 1  | +4  | 6 | Vòng đấu loại trực tiếp |
| 3  | Thanh Hóa | 3  | 1 | 0 | 2 | 2  | 8  | −6  | 3 |                         |
| 4  | Quảng Nam | 3  | 0 | 0 | 3 | 1  | 9  | −8  | 0 |                         |

| Thanh Hóa | 2–1      | Quảng Nam |
| --------- | -------- | --------- |
|           | Chi tiết |           |

| Thể Công | 1–0      | Đồng Tháp |
| -------- | -------- | --------- |
|          | Chi tiết |           |

| Quảng Nam | 0–6 | Thể Công                                                                          |
| --------- | --- | --------------------------------------------------------------------------------- |
|           |     | - Bùi Đoàn Quang Huy ?', ?', 75' - Đặng Thanh Phương ?' - Đặng Phương Nam ?', 81' |

| Thanh Hóa | 0–4 | Đồng Tháp                                   |
| --------- | --- | ------------------------------------------- |
|           |     | - Nguyễn Trung Vĩnh - Giao (8) - Nghĩa (16) |

| Thể Công                                                     | 3–0 | Thanh Hóa      |
| ------------------------------------------------------------ | --- | -------------- |
| - Linh (2) 22' - Thạch Bảo Khanh 52' - Đặng Thanh Phương 71' |     | Quyết (15) 31' |

| Quảng Nam | 0–1 | Đồng Tháp        |
| --------- | --- | ---------------- |
|           |     | - Thanh Tuấn 18' |

## Vòng đấu loại trực tiếp
Trong vòng đấu loại trực tiếp, hiệp phụ (có áp dụng luật bàn thắng vàng) và loạt sút luân lưu sẽ được sử dụng để quyết định đội thắng nếu cần thiết.

### Bán kết
| Hải Phòng           | 1–2 (s.h.p.) | Đồng Tháp                                      |
| ------------------- | ------------ | ---------------------------------------------- |
| - Đào Thế Phong 81' |              | - Nguyễn Trung Vĩnh 18' - Đinh Phước Kiệt 107' |

| Thể Công                    | 1–1 (s.h.p.) | Thành phố Hồ Chí Minh |
| --------------------------- | ------------ | --------------------- |
| Đặng Phương Nam 78' (ph.đ.) |              | Nguyễn Ngọc Thọ 59'   |
| Loạt sút luân lưu           |              |                       |
|                             | 5–3          |                       |

### Tranh hạng ba
| Thành phố Hồ Chí Minh                          | 2–1 (s.h.p.) | Hải Phòng               |
| ---------------------------------------------- | ------------ | ----------------------- |
| - Giang Thành Thông 89' - Nguyễn Ngọc Thọ 116' |              | - Nguyễn Xuân Thành 72' |

### Chung kết
| Đồng Tháp         | 0–1 | Thể Công              |
| ----------------- | --- | --------------------- |
| Trung Tín (2) 42' |     | - Đặng Phương Nam 60' |

## Thống kê

### Vô địch
| Vô địch Giải bóng đá U-21 Quốc gia 1998 |
| --------------------------------------- |
| Thể Công Lần thứ 2                      |

### Các giải thưởng
Các giải thưởng dưới đây đã được trao sau khi giải đấu kết thúc:
| Vua phá lưới               | Cầu thủ xuất sắc nhất                     | Thủ môn xuất sắc nhất      | Giải phong cách       |
| -------------------------- | ----------------------------------------- | -------------------------- | --------------------- |
| Đặng Phương Nam (Thể Công) | Giang Thành Thông (Thành phố Hồ Chí Minh) | Đặng Tuấn Điệp (Hải Phòng) | Thành phố Hồ Chí Minh |